# Težinski koeficijent
Težinski koeficijenti smatraju se dodatnim varijablama kojima se (umnoškom) modificiraju neke već postojeće izmjerene vrijednosti. U pravilu mnoge metode interpolacije (kartiranja) temelje se na postupcima izračuna težinskih koeficijenata kojima se "otežavaju" postojeća mjerenja te konačno iz svih vrijednosti računa nova vrijednost na mjestu gdje je ranije bila nepoznata (točka procjene).
Također i drugi poznati alat za obradu niza ulaznih mjerenje, neuronske mreže, upotrebljavajući "aktivacijske funkcije" otežavaju postavljene ulaze (ulazne varijable) te na kraju računaju jedan izlaz (izlazni sloj).
Težinski koeficijenti mogu se smatrati vrijednostima kojima se otežavaju postojeća mjerenja.